# Alphonse Osbert
Alphonse Osbert (n. 23 martie 1857, Paris, Île-de-France, Franța – d. 11 august 1939, Paris, Île-de-France, Franța) a fost un pictor simbolist francez.

## Biografie

### Instruire

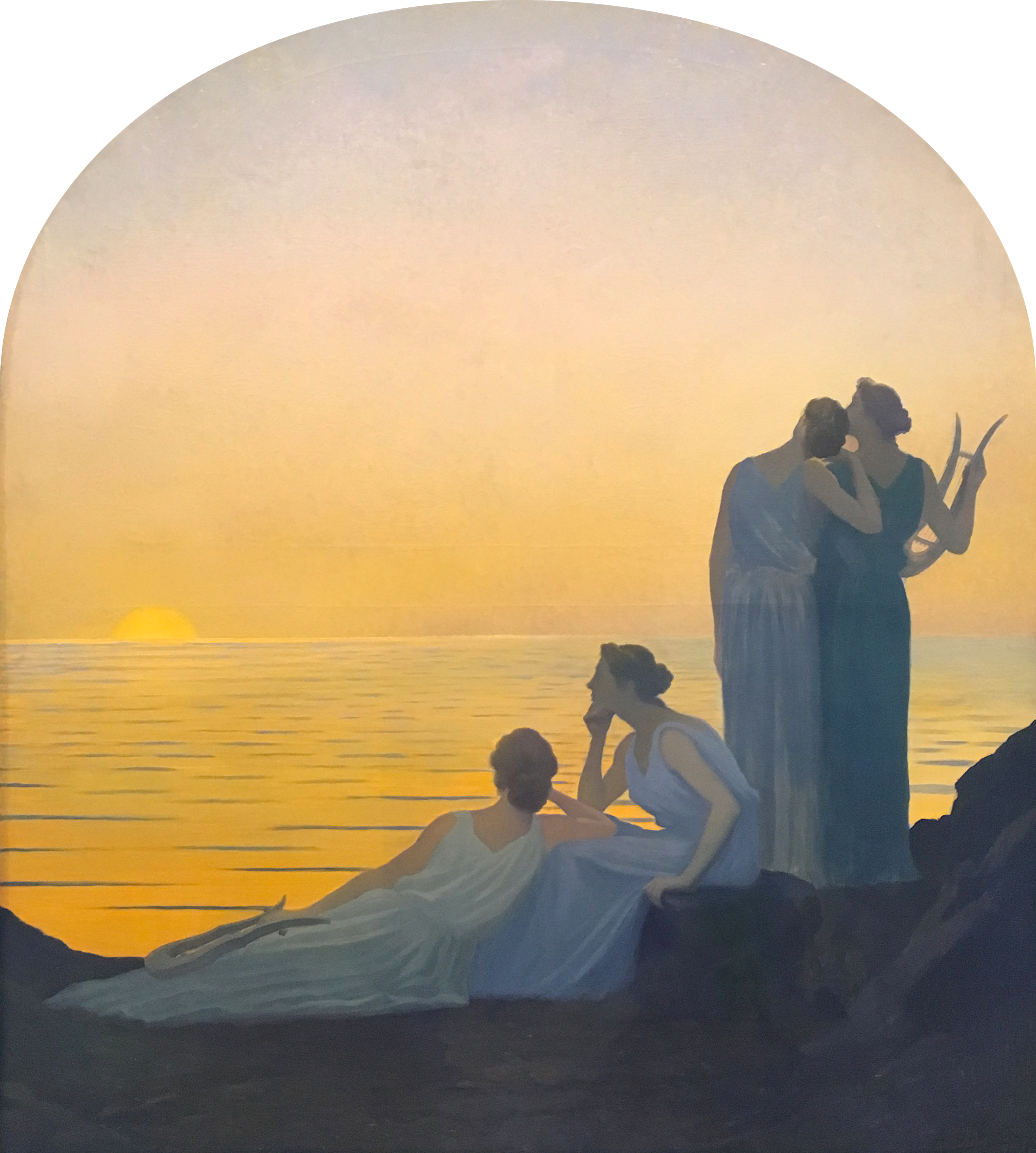
Seara antică (1908), Paris, Petit Palais.

Născut într-o familie burgheză, Alphonse Osbert a fost admis la École des beaux-arts din Paris, în atelierul lui Henri Lehmann, unde a fost coleg cu Georges Seurat și Edmond Aman-Jean. După absolvire, sub influența profesorului său și a pictorilor Léon Bonnat⁠(d) și Fernand Cormon care l-au sfătuit, Osbert a participat la Saloanele de la Paris cu picturi în stil naturalist. A aderat pe deplin la această estetică și nu pare interesat de Salon des Indépendants fondat de Seurat. Cu toate acestea, după o călătorie în Spania și studii în pădurea Fontainebleau, stilul pictorului a început să evolueze și a cunoscut un punct de cotitură la sfârșitul anilor 1880.

### Simbolismul
A fost perioada în care a experimentat mai mult cu lumina, când s-a apropiat de Salon des Indépendants, unde i-a cunoscut pe Maurice Denis și, mai ales, pe Pierre Puvis de Chavannes. Pictura sa devine din ce în ce mai monumentală, în siajul maestrului, și se bucură de un succes tot mai mare în lumea artei. Estetica sa s-a apropiat de cea susținută de Joséphin Péladan, astfel că Osbert a luat parte la Salonul de la Rose-Croix și l-a frecventat pe Stéphane Mallarmé. Susținut de ziarul La Plume și recunoscut de critici, a primit artiști în atelierul său și a devenit astfel unul dintre principalii pictori simboliști. Stilul său nu s-a schimbat aproape deloc după 1900. Cu toate acestea, a avut succes: expune peste tot în Franța și în străinătate și primește comenzi importante din partea statului. A decorat sala stabilimentului termal din Vichy (1902 - 1904) și sala de ședințe a primăriei din Bourg-la-Reine (1911 - 1913).
A devenit cavaler al Legiunii de Onoare din 24 ianuarie 1934.
A murit în 1939, în studioul său din Paris de la 9, rue Alain-Chartier din arondismentul 15, pe care îl ocupa din 1880.
Muzeul d'Orsay deține 414 pânze și schițe și trei pasteluri ale artistului, în principal din colecția sa de studio, lăsate moștenire în 1992 de fiica sa.
Este înmormântat la Mobecq.

## Familie
Soția sa Marie-Louise i-a dăruit o fiică, Yolande.

## Colecții publice
- Vision, 1892, Paris, musée d'Orsay
- Le M'Bomou où se trouvent des rapides successifs, 1900, huile sur toile,  Paris, musée d'Orsay
- La Chapelle du Sacré-Cœur de Saint-Honoré-les-Bains, 1924, huile sur carton, projet de décoration pour cette église,  Paris, musée d'Orsay
- Chant du soir, 1906, musée des beaux-arts de Nancy
- Soir antique, 1908, huile sur toile, Paris, Petit Palais
- Poésie du soir, musée d'Évreux
- Décoration du hall du Centre thermal des Dômes de Vichy, 1902-1904
- Décoration de la salle des séances de la mairie de Bourg-la-Reine, 1911-1913
- Décoration de la salle des mariages de l'hôtel de ville de L’Île-Saint-Denis, 1921

## Galerie

Œuvres d'Alphonse Osbert
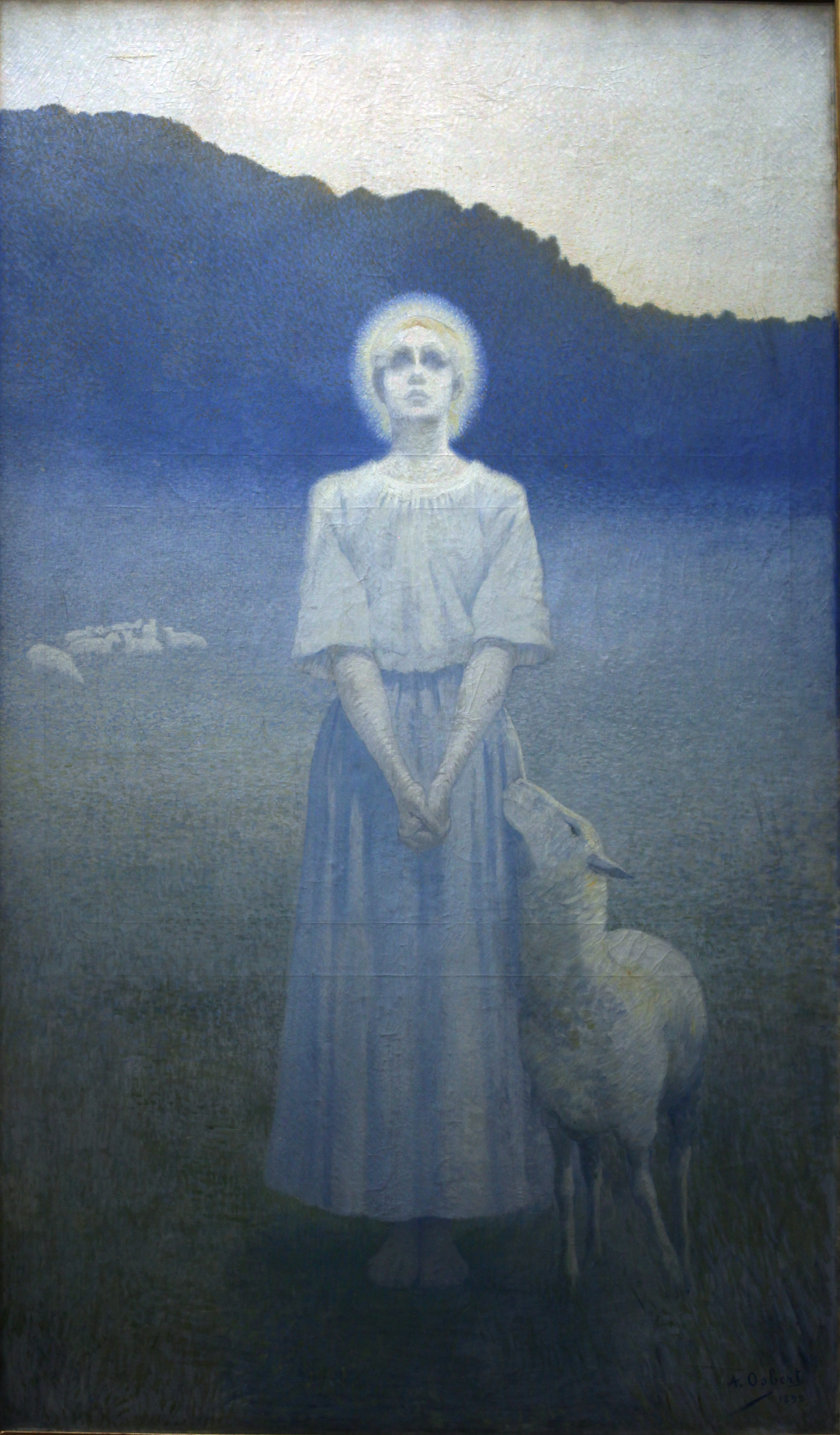
Viziunea Sfintei Genevieve (1892), Paris, Musée d'Orsay .
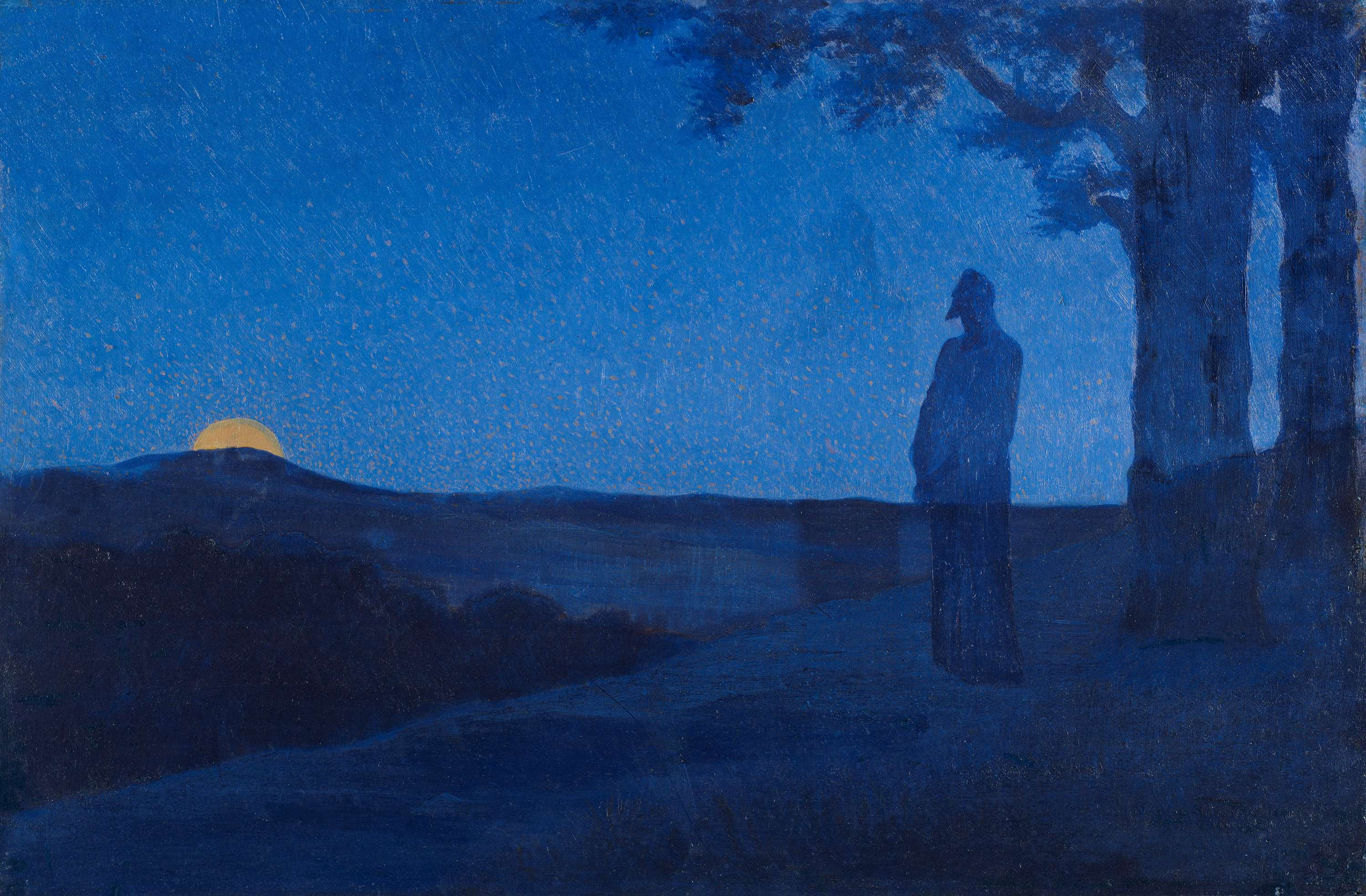
Singurătatea lui Hristos (1897), Londra, Thomas Agnew & Sons⁠(d) .
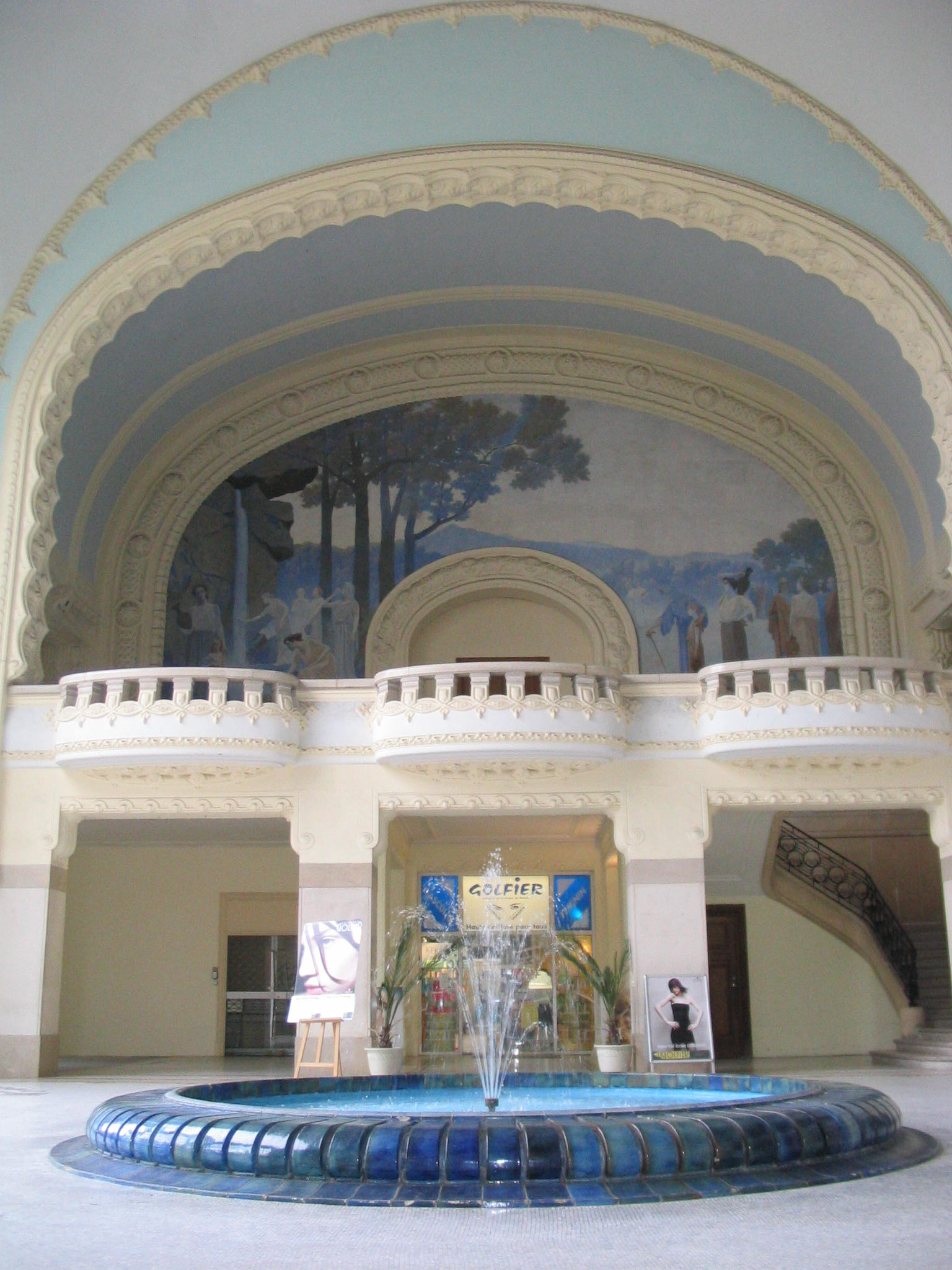
La Source (1902-1904), Vichy, centrul termal al Domurilor⁠(d).
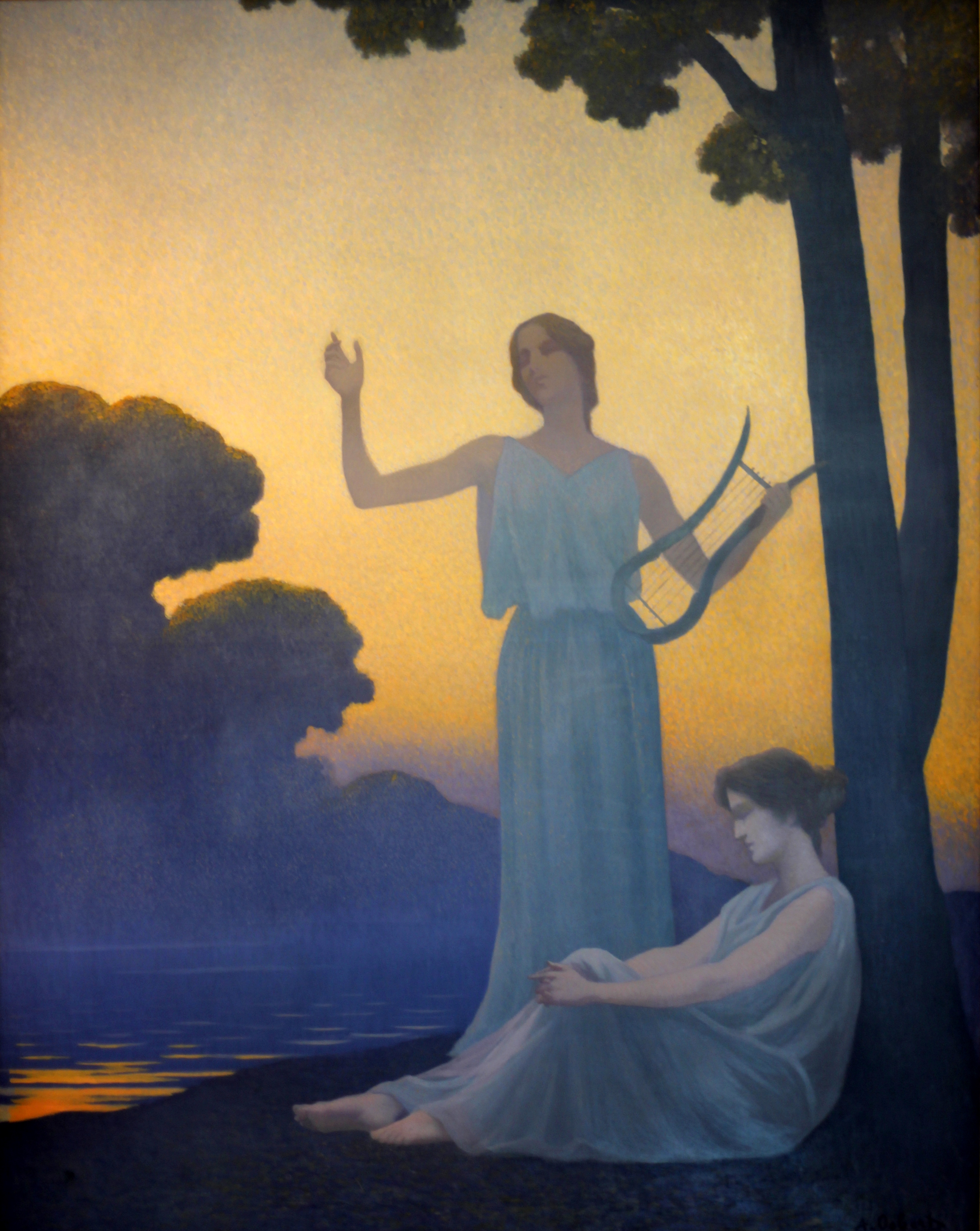
Chant du soir (1906), Muzeul de Arte Frumoase din Nancy⁠(d) .
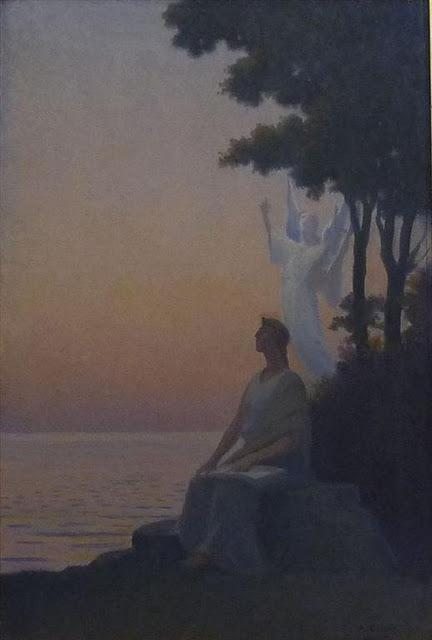
Inspiration (1927), Roubaix, La Piscine - André Diligent muzeu de artă și industrie⁠(d)  .

## Iconografie
- Jean Atillon, secolul XX Portretul lui Alphonse Osbert, medalion de teracotă (urme de frecare), monogramă pe față, adnotat pe spate cu data 1983, Diam. : 15 cm. Origine : Familia artistului [1]

1. ↑  Salle des Ventes Rennes Enchères lot n° 79 le 3 juin 2019